# Llista de jugadors d'escacs jueus

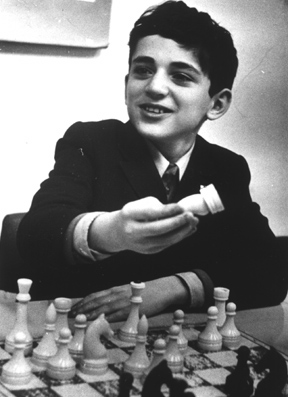
Garri Kaspàrov

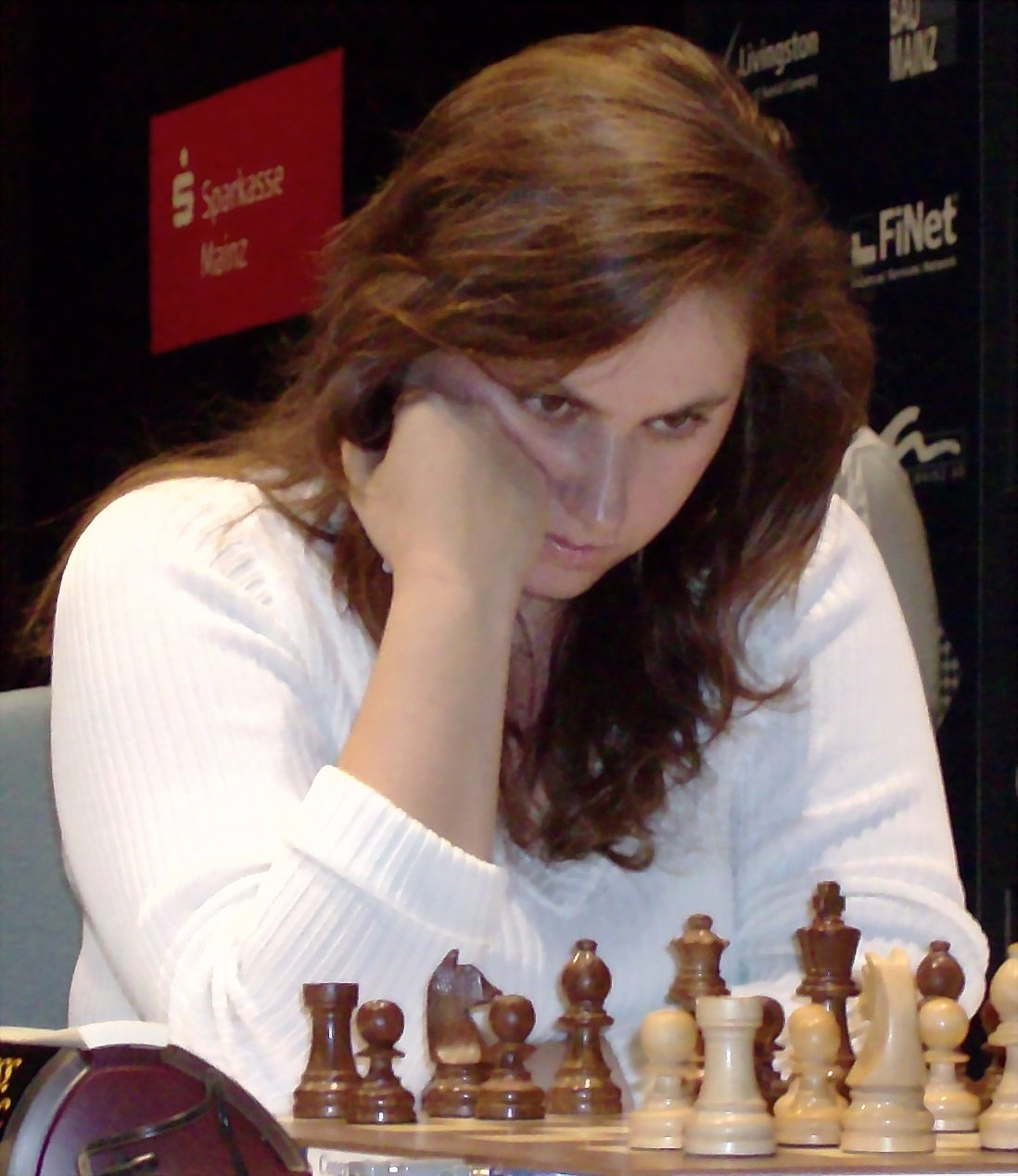
Judit Polgár

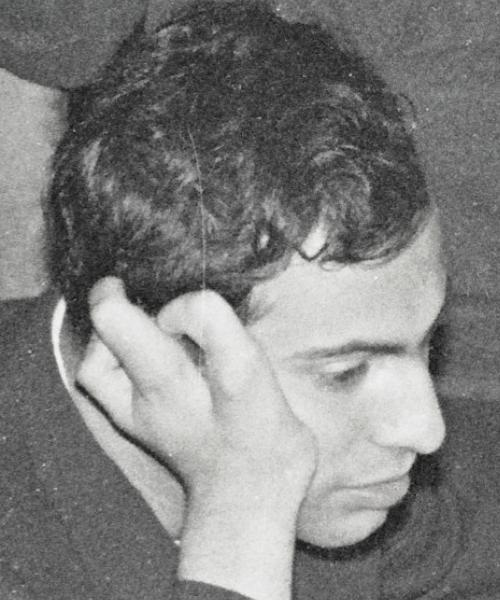
Mikhaïl Tal 1961

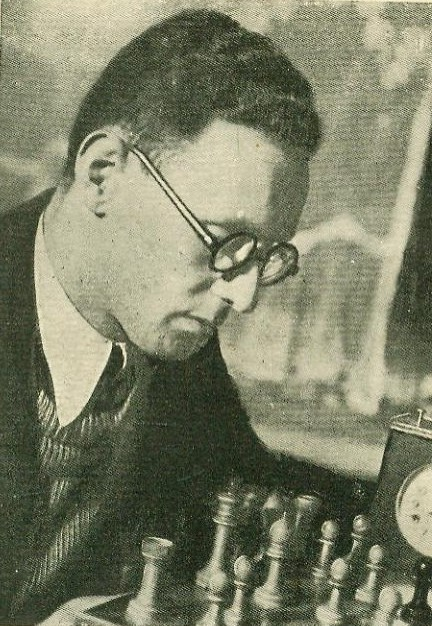
Mikhaïl Botvínnik

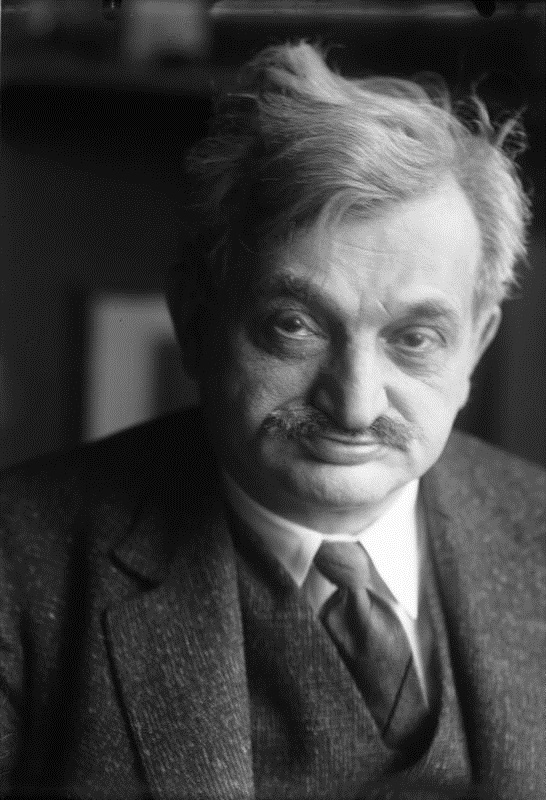
Emanuel Lasker

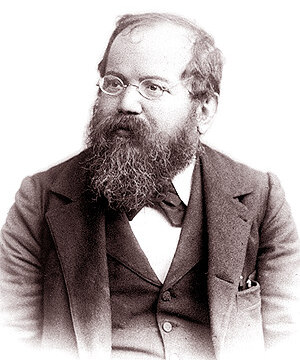
Wilhelm Steinitz

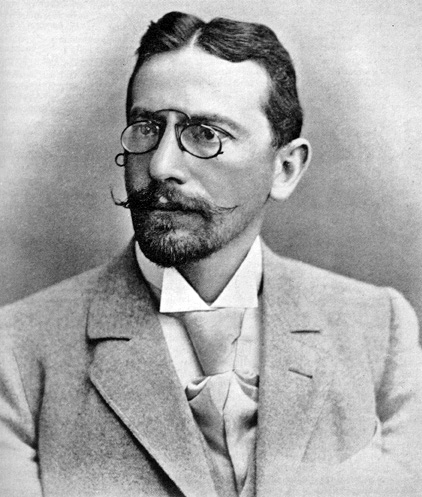
Siegbert Tarrasch

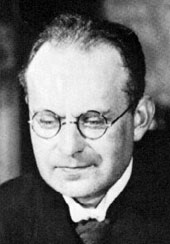
Aron Nimzowitsch

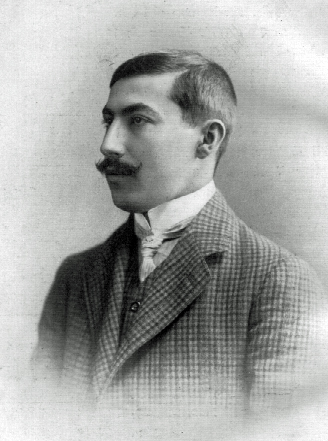
Akiba Rubinstein

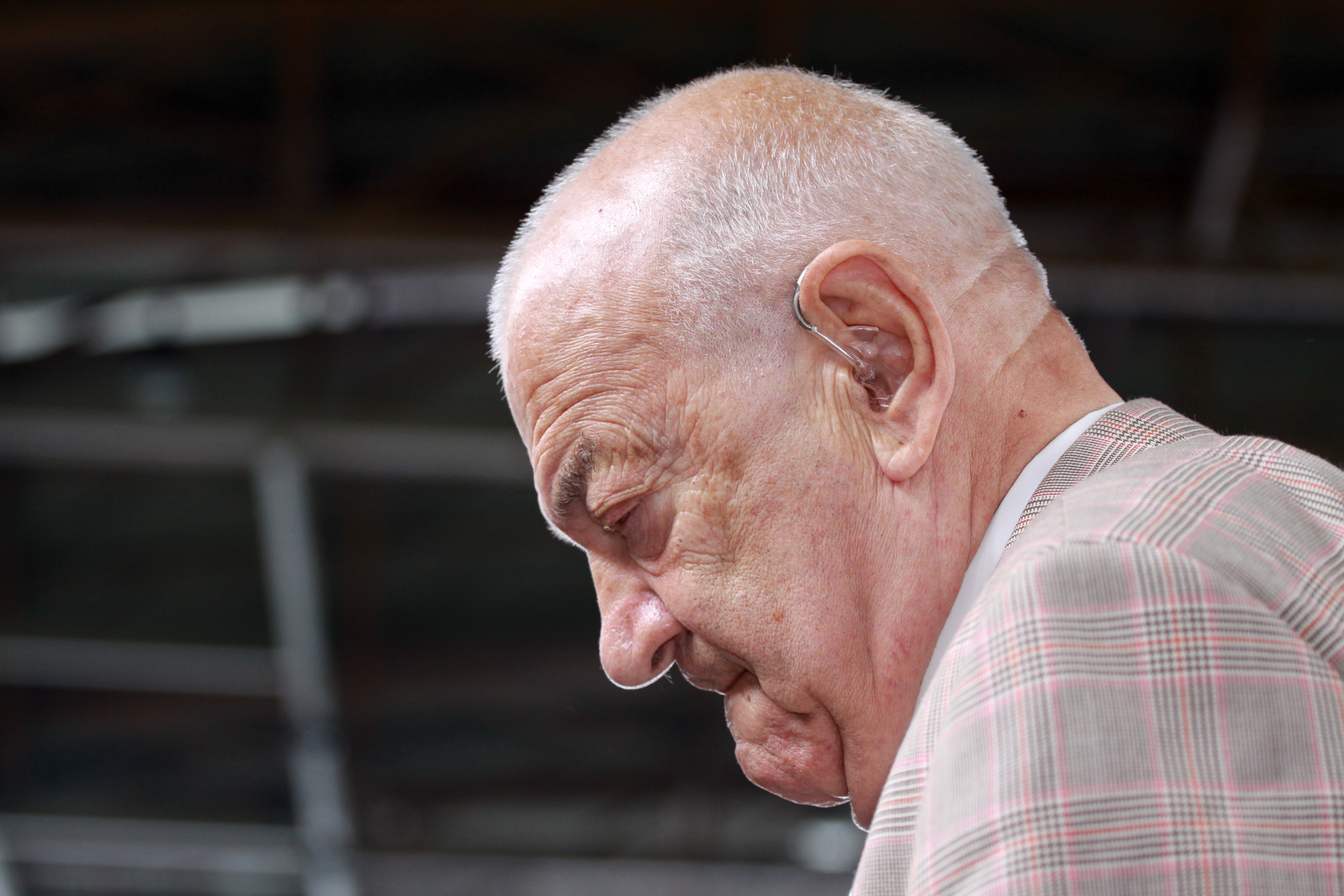
Víktor Kortxnoi

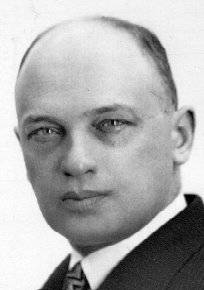
Savielly Tartakower

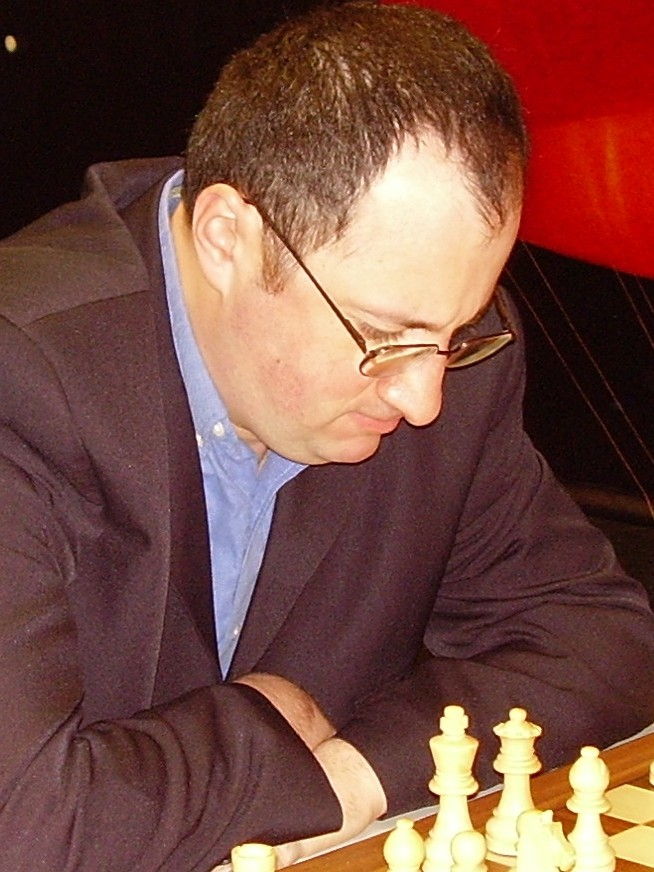
Borís Guélfand

Aquest article conté una llista de jugadors d'escacs jueus destacats.
Els jugadors i teòrics jueus han estat implicats durant molt de temps en el joc dels escacs i han contribuït significativament al desenvolupament dels escacs, que s'han descrit com a "el joc nacional jueu". Els escacs van guanyar popularitat entre els jueus al segle XII. El joc va ser privilegiat per rabins distingits,
Dels tretze primers campions del món indiscutits, més de la meitat eren jueus, inclosos els dos primers. L'escola moderna d'escacs promoguda per Wilhelm Steinitz i Siegbert Tarrasch; l'hipermodernisme influït per Aron Nimzowitsch i Richard Réti; i l'escola d'escacs soviètica promoguda per Mikhaïl Botvínnik van estar fortament influenciades pels jugadors jueus. Altres teòrics, escriptors i jugadors jueus influents inclouen Zukertort, Tartakower, Lasker, Rubinstein, Breyer, Spielmann, Reshevsky, Fine, Bronstein, Najdorf, Tal i Fischer.
El professor Árpád Élő, l'inventor del sistema de classificació científica emprat per la FIDE, va analitzar uns 476 jugadors de torneigs importants a partir del segle xix, i dels cinquanta-un jugadors millor classificats, aproximadament la meitat eren jueus. Un dels jugadors més forts de la història és Garri Kaspàrov, que va ser número 1 del món des del 1985 fins a la seva retirada el 2005; o la considerada jugadora d'escacs més forta de la història Judit Polgár.
Beerxeba a Israel és la ciutat amb més Grans Mestres d'escacs per càpita del món. Israel també ha guanyat una medalla de plata i una de bronze a les Olimpíades d'escacs.

## Llista
La llista es refereix als jugadors d'escacs que són jueus i han aconseguit fites destacades als escacs.
- Aaron (Albert) Alexandre (c. 1765–1850), Nascut alemany; francès i anglès[10]
- Semion Alapín (1856–1923), Lituà[11][12]
- Lev Alburt (n. 1945), Rus-estatunidenc[13]
- Izaak Appel (1905–1941), Polonès, assassinat pels nazis
- Lev Aronin (1920–1982), Rus-soviètic[13]
- Levon Aronian (n. 1982), Gran Mestre armeni, dos cops vencedor de la Copa del Món d'escacs[14]
- Arnold Aurbach (c. 1888–1952), Nascut polonès; francès
- Iuri Averbakh (n. 1922), Rus, el Gran Mestre viu més vell[15]
- Mary Weiser Bain (1904-1972), nascuda a Hongria, estatunidenca, Mestra Internacional el 1952
- Anjelina Belakovskaia (n. 1969), Gran Mestra estatunidenca, nascuda ucraïnesa
- Aleksandr Beliavski (n. 1953), Gran Mestre soviètic i eslovè, nascut a Ucraïna[13]
- Joel Benjamin (n. 1964), Gran Mestre estatunidenc
- Ossip Bernstein (1882-1962), Gran Mestre francès, nascut a Ucraïna[11]
- Arthur Bisguier (1929–2017), Gran Mestre estatunidenc[16]
- Abram Blass (1896–1971), Polonès
- Issaak Boleslavski (1919–1977), Gran Mestre soviètic, nascut a Ucraïna[17]
- Mikhaïl Botvínnik (1911–1995), Gran Mestre rus i soviètic, i Campió del Món[16]
- Gyula Breyer (1893-1921), Hongarès, pioner de l'escola hipermoderna, teòric dels escacs, i recòrdman de simultànies a la cega
- David Bronstein (1924–2006), Ukrainian-born Soviet grandmaster, 2590[11]
- Oscar Chajes (1873–1928), Ukrainian/Polonès/Austrian-born US[18]
- Vitali Txekhover (1908–1965), Russian
- Erich Cohn (1884–1918), German[19]
- Wilhelm Cohn (1859–1913), German
- Moshe Czerniak (1910–1984), Polonès-born Israeli[20]
- Arnold Denker (1914–2005), Gran Mestre estatunidenc, 2293[21]
- Arthur Dunkelblum (1906–1979), Polonès-born Belgian[22]
- Mark Dvoretsky, (1947-2016), noted Russian trainer and international master
- Roman Djindjikhaixvili (n. 1944), Georgian-born Israeli American grandmaster, 2550
- Vereslav Eingorn (n. 1956), Ukrainian grandmaster
- Berthold Englisch (1851–1897), Austrian[23]
- Larry Evans (1932–2010), Gran Mestre estatunidenc[16]
- Rafał Feinmesser (1895–?), Polonès, killed in Warsaw during Holocaust
- Reuben Fine (1914–1993), Gran Mestre estatunidenc[24]
- Bobby Fischer (1943–2008), Gran Mestre estatunidenc and World champion[16]
- Alexander Flamberg (1880–1926), Polonès[25]
- Salo Flohr (1908–1983), Ukrainian-born Czech and Soviet grandmaster[26]
- Henryk Friedman (1903–1942), Polonès, killed by the Nazis
- Paulino Frydman (1905–1982), Polonès-born Argentine[11]
- Borís Guélfand (n. 1968), Belarusian-born Israeli grandmaster, World Cup champion[13]
- Iefim Hèl·ler (1925–1998), Ukrainian-born Soviet grandmaster[16]
- Harry Golombek (1911–1995), English[16]
- Eduard Gufeld (1936–2002), Ukrainian grandmaster, 2565[27]
- Borís Gulko (n. 1947), German-born Russian Gran Mestre estatunidenc, 2644[28]
- Isidor Gunsberg (1854–1930), Hungarian-born English[16]
- Ilia Hurevitx (n. 1972), Russian-born Gran Mestre estatunidenc and junior World champion, 2575[29]
- Mikhaïl Gurévitx (n. 1959), Ukrainian-born Russian Turkish grandmaster, 2694[13]
- Dmitry Gurevich Born in 1956, Russian/American grandmaster
- Lev Gutman (n. 1945), Latvian-born Israeli German grandmaster, 2547[30]
- Daniel Harrwitz (1821–1884), prussià/polonès/nascut alemany, anglès i francès[31]
- Israel Horowitz (1907–1973), US[16]
- Bernhard Horwitz (1807–1885), German-born English[16]
- Dawid Janowski (1868–1927), Belarusian/Polonès-born French grandmaster[26]
- Max Judd (1851–1906), US[16]
- Gregory Kaidanov (n. 1959), Gran Mestre estatunidenc, nascut ucraïnès, també rus[32]
- Julio Kaplan (n. 1950), Argentine-born Puerto Rican Gran Mestre estatunidenc and World junior champion[11]
- Mona May Karff (1908–1998), Moldovan-born US woman master[16]
- Isaac Kashdan (1905–1985), Gran Mestre estatunidenc[11]
- Garri Kaspàrov (n. 1963), Gran Mestre rus, former World Chess Champion

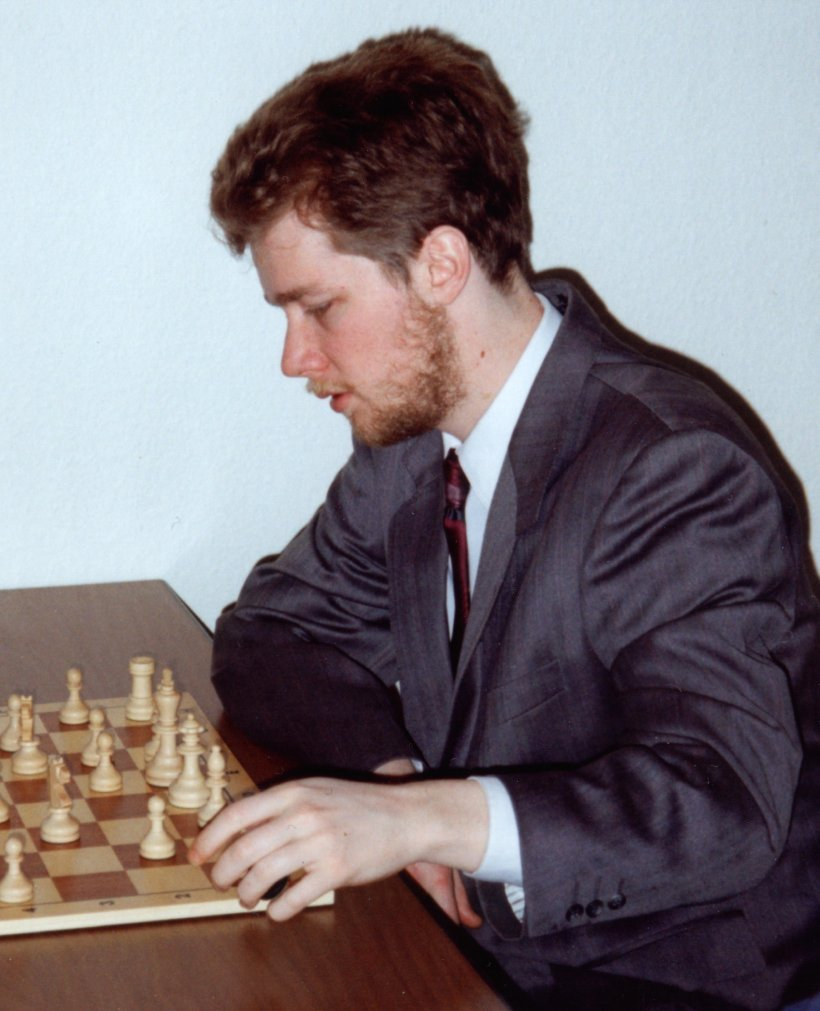
Alexander Khalifman

- Aleksandr Khalifman (n. 1966), Gran Mestre rus and World champion, 2702[33]
- Stanisław Kohn (1895–1940), Polonès, killed by the Nazis
- Ignatz von Kolisch (1837–1889), Hungarian/Slovakian-born Austrian grandmaster[16]
- George Koltanowski (1903–2000), Belgian-born Gran Mestre estatunidenc[16]
- Víktor Kortxnoi (1931–2016), Russian-born grandmaster
- Yair Kraidman (n. 1932), Israeli grandmaster, 2455[34]
- Leon Kremer (1901–1941), polonès
- Abraham Kupchik (1892–1970), Belarusian/Polonès-born US[16]
- Alla Kushnir (1941–2013), Russian Israeli woman grandmaster, 2430[16]
- Salo Landau (1903–1944), Polonès-born Dutch, killed by the Nazis[35]
- Berthold Lasker (1860-1928), Prussian/German/Polonès-born master, elder brother of Emanuel Lasker
- Edward Lasker (1885–1981), Polonès/German-born US[36]
- Emanuel Lasker (1868–1941), Prussian/German/Polonès-born Gran Mestre estatunidenc and World champion[16]
- Anatoli Lein (1931–2018), Russian/Soviet/American grandmaster[13]
- Konstantin Lerner (1950–2011), Ukrainian/Israeli grandmaster
- Grigori Löwenfisch (1889–1961), Polonès/Russian-born grandmaster[37]
- Irina Levítina (n. 1954), Russian-born US woman grandmaster[16]
- Vladímir Liberzon (1937–1996), Russian-born Israeli grandmaster[38]
- Andor Lilienthal (1911–2010), Russian-born Hungarian/Soviet grandmaster[39]
- Samuel Lipschütz (1863–1905), Austria-Hungary/American[13]
- Johann Löwenthal (1810–1876), Hungarian-born US English[16]
- Moishe Lowtzky (1881–1940), Ukrainian-born Polonès, killed by Nazis
- Gyula Makovetz (1860–1903), Hungarian
- Jonathan Mestel (n. 1957), English grandmaster and World U-16 champion, 2540
- Houshang Mashian (n. 1938), Iranian-Israeli chess master.
- Jacques Mieses (1865–1954), German-born English grandmaster[16]
- Miguel Najdorf (1910–1997), Polonès-born Polonès/Argentine grandmaster[16]
- Daniel Naroditsky (n. 1995), American grandmaster and chess streamer[40]
- Ian Nepómniasxi (n. 1990), Gran Mestre rus[39]
- Aron Nimzowitsch (1886–1935), Danès, nascut letó[26]
- Isaías Pleci (1907–1979), Argentí[41]
- Judit Polgár (n. 1976), Gran Mestre hongarès, 2735[16]
- Zsuzsa Polgár (n. 1969), Hungarian-born Gran Mestre estatunidenc and World champion, 2577[42]
- Zsófia Polgár (n. 1974), Hungarian-born Israeli international master, 2500[16]
- Lev Polugaievski (1934–1995), Belarusian/Soviet grandmaster, 2640[43]
- Dawid Przepiórka (1880–1940), Polonès, assassinat pels nazis[11]
- Lev Psakhis (n. 1958), Russian/Soviet/Israeli grandmaster[13]
- Abram Rabinóvitx (1878–1943), Lituà-rus[13]
- Ilya Rabinovich (1891–1942), Rus[13]
- Teimur Radjàbov (n. 1987), Gran Mestre azerbaidjanès[13]
- Nukhim Rashkovsky (n. 1946), Gran Mestre rus[13]
- Éloi Relange (n. 1976), Gran Mestre francès[13]
- Samuel Reshevsky (1911–1992), Gran Mestre estatunidenc, nascut polonès[44]
- Richard Réti (1889–1929), Slovakian/Hungarian-born Czech[26]
- Maksim Rodshtein (n. 1989), Israeli U-16 World champion
- Kenneth Rogoff (n. 1953), Gran Mestre estatunidenc
- Samuel Rosenthal (1837–1902), Polonès-born French
- Eduardas Rozentalis (n. 1963), Lithuanian grandmaster[13]
- Akiba Rubinstein (1880–1961), Gran Mestre polonès[44]
- Gersz Salwe (1862–1920), Gran Mestre polonès[11]
- Leonid Xamkóvitx (1923–2005), Soviet.Israeli/Canadian/American grandmaster
- Yury Shulman (n. 1975), Belarussian/Soviet/American grandmaster
- Guennadi Sossonko (n. 1943), Russian-born Dutch grandmaster[45]
- Jon Speelman (n. 1956), English grandmaster[11]
- Rudolf Spielmann (1883–1942), Austrian-born Swedish[26]
- Leonid Stein (1934–1973), Ukrainian-born Gran Mestre rus[46]
- Endre Steiner (1901–1944), Hungarian, killed by the Nazis
- Herman Steiner (1905–1955), Slovakian/Hungarian-born US[47]
- Lajos Steiner (1903–1975), Romanian/Hungarian-born Australian[48]
- Wilhelm Steinitz (1836–1900), Czech-born Austrian and Gran Mestre estatunidenc and World champion[11]
- Emil Sutovsky (n. 1977), Israeli grandmaster, 2697[49]
- Piotr Svídler (n. 1976), Gran Mestre rus, World Cup champion[13]
- László Szabó (1917–1998), Gran Mestre hongarès[50]
- Mark Taimànov (1926–2016), Gran Mestre rus-soviètic[51]
- Mikhaïl Tal (1936–1992), Soviet/Latvian grandmaster and World champion, 2645[11]
- Siegbert Tarrasch (1862–1934), Polonès/German grandmaster and Senior World champion[52]
- Savielly Tartakower (1887–1956), Russian-born Austrian/Polonès/French grandmaster[44]
- Anna Uixènina (n. 1985), Ukraine-born Women's World Champion
- Anatoli Vaisser (n. 1949), Kazakh-born Soviet/French grandmaster[13]
- Joshua Waitzkin (n. 1976), American Junior Champion and martial arts champion
- Max Weiss (1857–1927), Slovakian/Hungarian-born Austrian[16]
- Szymon Winawer (1838–1919), Polonès[16]
- Leonid Yudasin (n. 1959), Russian-born Israeli grandmaster, 2692[53]
- Tatiana Zatulóvskaia (1935–2017), Azerbaijani-born Russian Israeli woman grandmaster[11]
- Johannes Zukertort (1842–1888), Polonès-born German English[16]